# Badiucao
Badiucao (nascido c. 1986) é um cartunista político, artista e ativista de direitos humanos chinês baseado na Austrália. Ele é considerado um dos cartunistas políticos mais prolíficos e conhecidos da China. Ele adotou seu pseudônimo para proteger sua identidade.

## Infância e educação
Badiucao nasceu em 1986 e cresceu na área urbana de Xangai. Seu avô paterno foi um cineasta pioneiro, que foi perseguido depois que os comunistas chegaram ao poder, enviado para fazendas laogai em Qinghai durante a Campanha Antidireitista e morreu de fome. Alguns anos depois, seu pai ficou órfão quando sua avó morreu na pobreza na véspera do Ano Novo Chinês. Seu pai cresceu com a ajuda de vizinhos e lutou pela educação universitária, mas foi negado a admissão por causa de seus laços familiares.
Badiucao não teve treinamento formal em arte enquanto estava na China. Ele estudou direito na Universidade de Ciências Políticas e Direito da China Oriental. Ele e seus colegas de dormitório assistiram acidentalmente ao documentário The Gate of Heavenly Peace depois que ele foi escondido em um drama taiwanês pirata. Desiludido com a China, mudou-se para a Austrália para estudar em 2009. Ele trabalhou como professor de jardim de infância por muitos anos. Sua primeira caricatura política foi sobre a colisão do trem de Wenzhou em 2011.
De acordo com uma entrevista de 2013, Badiucao admirava três outros cartunistas políticos chineses na época - Hexie Farm, Rebel Pepper e Kuang Biao.

## Estilo e abordagem
Badiucao utiliza referências de sátira e cultura pop para transmitir sua mensagem. Ele frequentemente manipula imagens arquetípicas da propaganda do Partido Comunista para fazer declarações políticas subversivas. Seu trabalho foi usado ou publicado pela Anistia Internacional, Freedom House, BBC, CNN e China Digital Times, e foi exibido em todo o mundo.
Ele afirma que as autoridades do governo na China estão muito preocupadas com o fato de sua repressão ao ativismo pelos direitos humanos estar atraindo a atenção da mídia internacional.

## Ativismo
Badiucao é extremamente ativo e muitas vezes responde rapidamente às notícias e eventos predominantes em relação à China continental, Taiwan e a diáspora chinesa. Ele também responde rapidamente a notícias e eventos relacionados a outros países autoritários, como o Irã.
Em 2018, uma mostra de arte sobre Badiucao foi planejada para ser realizada em Hong Kong. No entanto, a mostra foi cancelada devido a "questões de segurança" e devido às ameaças feitas pelas autoridades chinesas em relação ao artista. Em 2019, uma palestra planejada sobre ativismo com a musicista e ativista de Hong Kong Denise Ho na National Gallery of Victoria em Melbourne foi rejeitada pela galeria por “razões de segurança”. No aniversário do massacre da Praça da Paz Celestial, em junho de 2019, foi exibido na televisão australiana um documentário sobre Badiucao.